# Pauluskathedrale (Melbourne)

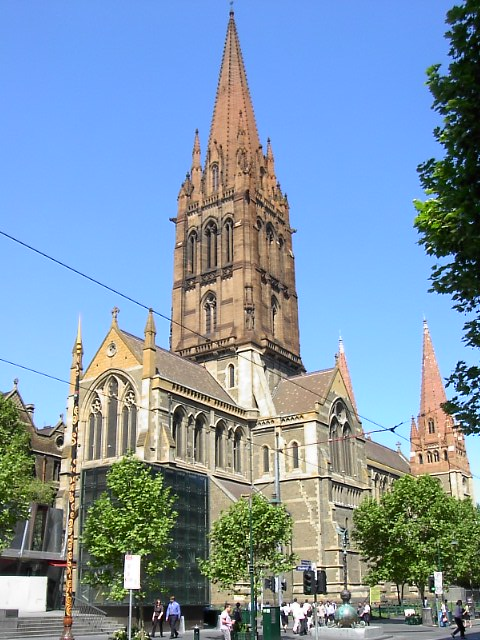
Pauluskathedrale vom Norden – liturgischen Osten – gesehen

Die Pauluskathedrale (St Paul’s Cathedral) in Melbourne ist Kathedrale der anglikanischen Diözese von Melbourne und Metropolitankirche der Kirchenprovinz Victoria in Australien. Sie ist Sitz des anglikanischen Erzbischofs von Melbourne, der gleichzeitig Primas der Anglican Church of Australia und Metropolit der Provinz Victoria ist. Die Kathedrale, die in Etappen erbaut wurde, ist eines der Wahrzeichen der Stadt Melbourne.

## Geschichte
Die Pauluskathedrale wurde im späten neunzehnten Jahrhundert an der Stelle erbaut, an der bei der Stadtgründung 1835 der erste öffentliche christliche Gottesdienst in Melbourne gehalten wurde.
Bis 1848 befand sich der Kornmarkt der Stadt Melbourne am Ort der heutigen Kathedrale, danach wurde die Stätte für den Bau einer anglikanischen Pfarrkirche, der Pauluskirche, freigegeben. Die Pauluskirche wurde im frühen neugotischen Stil aus Basalt (Bluestone) aus Victoria erbaut, und 1852 geweiht. 1885 wurde die Pfarrkirche abgerissen, um Platz für die Doppelturmfassade der heutigen Kathedrale zu schaffen.

## Baugeschichte
Die neugotische Pauluskathedrale wurde vom englischen Architekten William Butterfield, teils im frühgotischen Early English Period und im hochgotischen Decorated Style entworfen, und innerhalb von elf Jahren erbaut. Nach der Grundsteinlegung im Jahre 1880 wurde die Kathedrale am 22. Januar 1891 geweiht. Zu diesem Zeitpunkt wurde auch der Bischofssitz von der ehemaligen Jakobuskathedrale (heute die St James Old Cathedral an der Kings-Street) an die neue Pauluskathedrale verlegt. Der Kirchenbau wurde aus Sandstein von den Barrabool Hills und aus Kalkstein, der in der Nähe von Geelong stammt, erbaut. Dadurch wirkt die Kathedrale durch einen warmen gelb-braunen Ton und nicht wie andere historische Bauwerke in Melbourne in ihrem charakteristisch kühlen Blaugrau. 
Der Bau der Türme begann 1926, nach einem Entwurf des Architekten John Barr aus Sydney. Butterfields ursprünglicher Entwurf hat eine Doppelturmfassade mit Vierungsturm vorgesehen, Barr schuf mit seinen drei Türmen eines der Wahrzeichen der Stadt Melbourne. Der Hauptturm der Pauluskathedrale ist nach der Kathedrale von Salisbury der zweithöchste Kirchturm in der anglikanischen Kirchengemeinschaft.

## Orgel
Die große Kathedralorgel wurde von der Orgelbaufirma T. C. Lewis & Co (Brixton, England) in England erbaut, nach Melbourne verschifft und rechtzeitig zum Weihegottesdienst im Jahre 1891 fertiggestellt. Das Instrument wurde zuletzt im Jahre 1990 umfassend restauriert. Es hat 53 Register auf vier Manualwerken und Pedal. Die Spiel- und Registertrakturen sind elektro-pneumatisch.
| I Great Organ C–c4 |                    |      |
| 1.                 | Bourdon            | 16′  |
| 2.                 | Open Diapason no 1 | 8′   |
| 3.                 | Open Diapason no 2 | 8′   |
| 4.                 | Flute Harmonique   | 8′   |
| 5.                 | Stopped Diapason   | 8′   |
| 6.                 | Gamba              | 8′   |
| 7.                 | Octave             | 4′   |
| 8.                 | Gemshorn           | 4′   |
| 9.                 | Octave Quint       | 2⁄3′ |
| 10.                | Super Octave       | 2′   |
| 11.                | Mixture IV         |      |
| 12.                | Trumpet            | 16′  |
| 13.                | Trumpet            | 8′   |
| 14.                | Clarion            | 4′   |

| II Swell Organ C–c4 |                  |     |
| 15.                 | Bourdon          | 16′ |
| 16.                 | Geigen Principal | 8′  |
| 17.                 | Rohr Flöte       | 8′  |
| 18.                 | Viole de Gambe   | 8′  |
| 19.                 | Voix Celestes    | 8′  |
| 20.                 | Vox Angelica     | 8′  |
| 21.                 | Octave           | 4′  |
| 22.                 | Rohr Flöte       | 4′  |
| 23.                 | Flautina         | 2′  |
| 24.                 | Mixture III      |     |
|                     | Tremulant        |     |
| 25.                 | Contra Fagotto   | 16′ |
| 26.                 | Horn             | 8′  |
| 27.                 | Oboe             | 8′  |
| 28.                 | Clarion          | 4′  |

| III Choir Organ C–c4 |                    |     |
| 29.                  | Lieblich Gedact    | 16′ |
| 30.                  | Salicional         | 8′  |
| 31.                  | Lieblich Gedact    | 8′  |
| 32.                  | Dulciana           | 8′  |
| 33.                  | Flauto Traverso    | 8′  |
| 34.                  | Lieblich Flöte     | 4′  |
| 35.                  | Piccolo Harmonique | 2′  |
| 36.                  | Corno di Bassetto  | 8′  |

| IV Solo Organ C–c4 |                      |    |
|                    | schwellbar           |    |
| 37.                | Flute Harmonique     | 8′ |
| 38.                | Flute Harmonique     | 4′ |
| 39.                | Orchestral Oboe      | 8′ |
| 40.                | Clarionet            | 8′ |
| 41.                | Vox Humana           | 8′ |
|                    | Tremulant            |    |
| 42.                | Tuba Mirabilis       | 8′ |
|                    | nicht schwellbar     |    |
| 43.                | Tuba Magna           | 8′ |
| 44.                | Trompette Harmonique | 8′ |

| Pedal Organ C–f1 |                |         |
| 45.              | Open Diapason  | 32′     |
| 46.              | Great Bass     | 16′     |
| 47.              | Sub Bass       | 16′     |
| 48.              | Violone        | 16′     |
| 49.              | Quint          | 10 2⁄3′ |
| 50.              | Violoncello    | 8′      |
| 51.              | Flute Bass     | 8′      |
| 52.              | Contra Posaune | 32′     |
| 53.              | Posaune        | 16′     |

- Koppeln: II/I, III/I, III/II, IV/II, IV/I, I/P, II/P, III/P, IV/P sowie diverse Sub-, Superoktavkoppeln und Zungenkoppeln

## Dompröpste von Melbourne (Deans of Melbourne)
- Hussey Burgh Macartney, 1852–1894 (Propst der Jakobus- und ab 1894 der Pauluskathedrale)
- George Oakley Vance, 1894–1910
- Reginald Stephen, 1910–1914 (ab 1914 Bischof von Tasmanien)
- Charles John Godby, 1914–1919
- John Stephen Hart, 1919–1927 (ab 1927 Bischof von Wangaratta, 1927)
- George Ellis Aickin, 1927–1932
- Frederick Waldegrave Head, 1934–1941
- Henry Thomas Langley, 1942–1947
- Alfred Roscoe Wilson, 1947–1953
- Stuart Barton Babbage, 1953–1962
- Tom William Thomas, 1962–1984
- James Alexander Grant, 1985–1999
- David John Leyburn Richardson, 1999–2008
- Mark Gregory Burton, 2008–2012
- Andreas Loewe, 2012-heute